# Linux+
Linux+ – europejskie czasopismo o tematyce informatycznej wydawane przez Software Press Sp. z o.o. Opisywane w nim zagadnienia związane są z systemami GNU/Linux oraz Wolnym i Otwartym Oprogramowaniem. Linux+ jest miesięcznikiem, a na każdy miesiąc regularnie przypada pewien temat przewodni magazynu, taki jak np. webmastering, Internet czy programowanie (omawiane pod kątem systemu Linux).
Wiosną 2010 roku stał się magazynem bezpłatnym, który można pobrać z jego strony internetowej.